# Xã Palarm, Quận Faulkner, Arkansas
Xã Palarm (tiếng Anh: Palarm Township) là một xã thuộc quận Faulkner, tiểu bang Arkansas, Hoa Kỳ. Năm 2010, dân số của xã này là 3.603 người.